# Dominique Parrish
Dominique Olivia Parrish (5 de noviembre de 1996) es una deportista estadounidense que compite en lucha libre. Ganó una medalla de oro en el Campeonato Mundial de Lucha de 2022, en la categoría de 53 kg.

## Palmarés internacional
| Campeonato Mundial | Campeonato Mundial | Campeonato Mundial | Campeonato Mundial |
| Año                | Lugar              | Medalla            | Categoría          |
| ------------------ | ------------------ | ------------------ | ------------------ |
| 2022               | Belgrado (Serbia)  | Medalla de oro     | 53 kg              |